# Нкота-Кота (округ)
Нкота-Кота (англ. Nkhotakota) — округ в Центральном регионе Малави. В округе проживает 303 659 человек. Площадь территории составляет 4259 км². Административный центр — город Нкота-Кота.

## География
На западе округа располагается берег озера Ньяса, на юге граничит с округом Салима, на севере с округом Нката-Бей, на северо-западе с округом Мзимба на западе с округами Касунгу и Нчиси. Территория округа располагается на высоте от 493 до 1638 метров над уровнем моря. Самая высокая точка округа — гора Читипа.